# Liste der Kulturdenkmäler in Berschweiler bei Kirn
In der Liste der Kulturdenkmäler in Berschweiler bei Kirn sind alle Kulturdenkmäler der rheinland-pfälzischen Ortsgemeinde Berschweiler bei Kirn aufgeführt. Grundlage ist die Denkmalliste des Landes Rheinland-Pfalz (Stand: 12. Juni 2023).

## Einzeldenkmäler
| Bezeichnung         | Lage                | Baujahr | Beschreibung                                                                                    | Bild            |
| ------------------- | ------------------- | ------- | ----------------------------------------------------------------------------------------------- | --------------- |
| Evangelische Kirche | Hauptstraße 3 Lage  | 1866–68 | neugotischer Gelbsandsteinquaderbau, 1866–68, Architekt Scheepers, Simmern; mit Ausstattung     | Fotos hochladen |
| Hofanlage           | Hauptstraße 21 Lage | 1830    | Dreiseithof; Wohnhaus, teilweise Fachwerk (verputzt), bezeichnet 1830, Wirtschaftstrakte jünger | BW              |